# Gabriel Nicolet

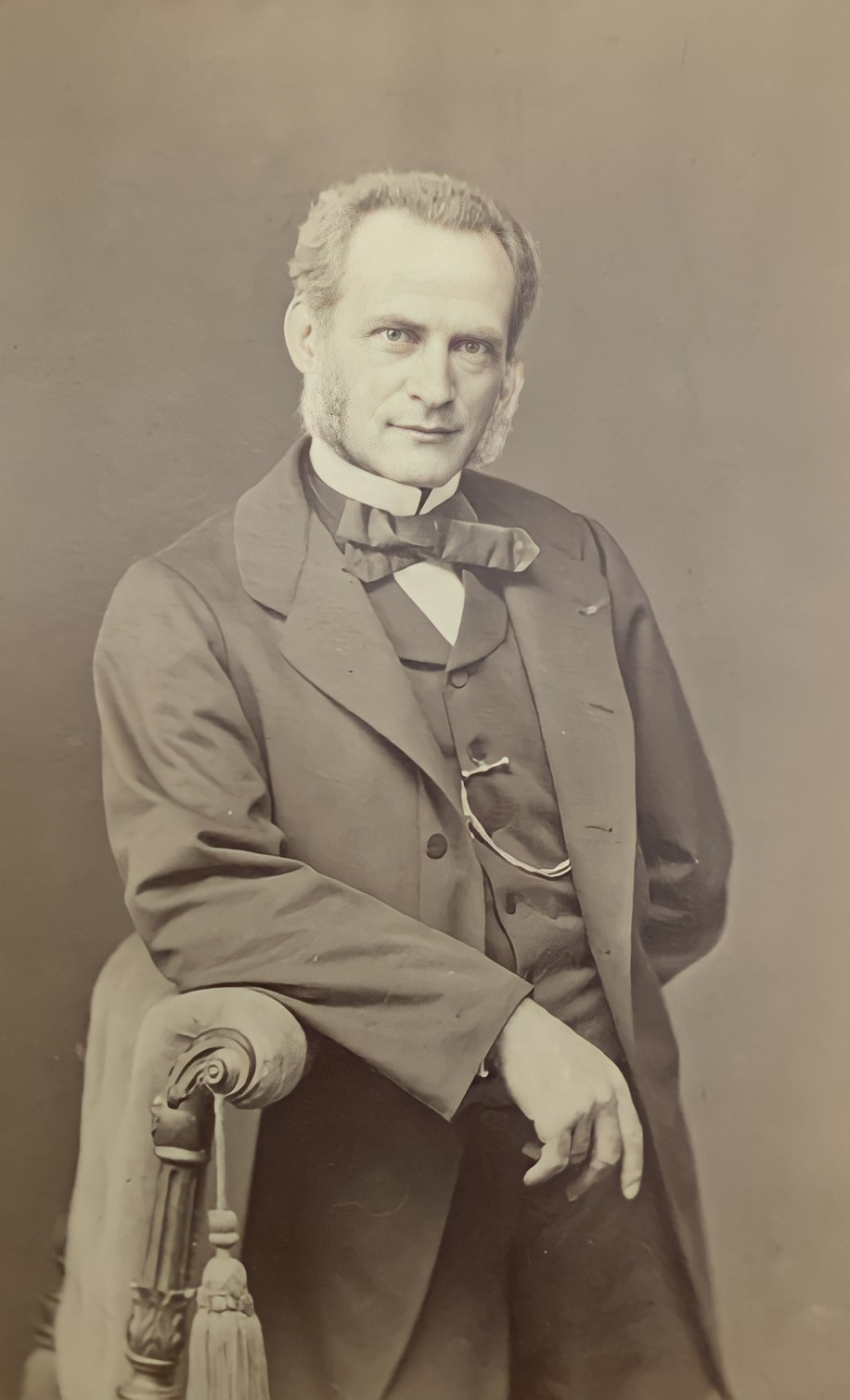
Gabriel Nicolet, um 1880

Gabriel Émile Édouard Nicolet (* 5. März 1856 in Pons, Département Charente-Maritime; † 25. März 1921 in Villefranche-sur-Mer, Département Alpes-Maritimes) war ein französischer Porträt-, Genre- und Landschaftsmaler sowie Zeichner und Illustrator.

## Leben

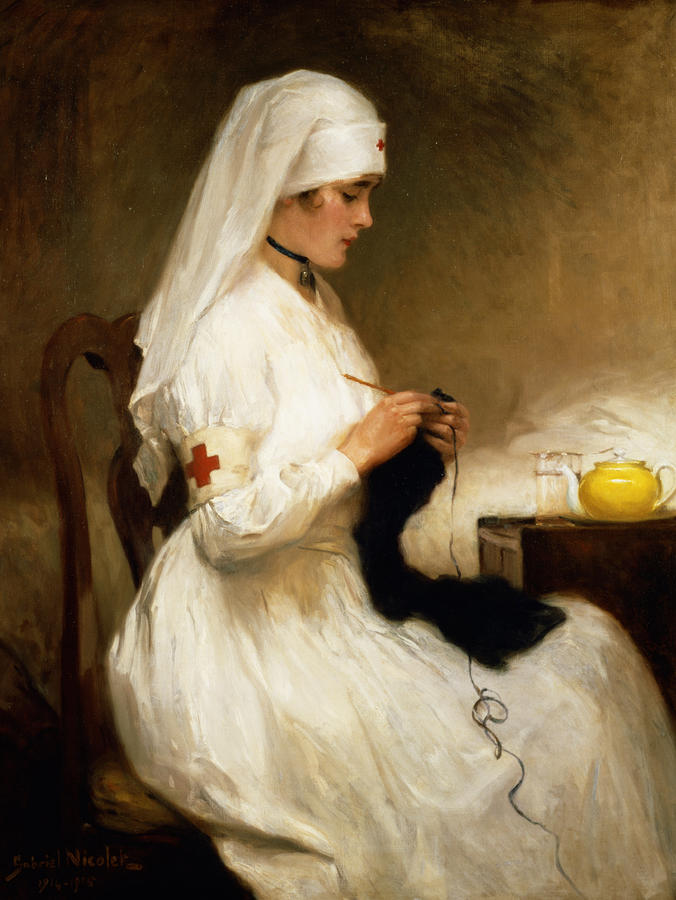
Good Samaritan, Porträt einer Rot-Kreuz-Schwester, 1914/1915

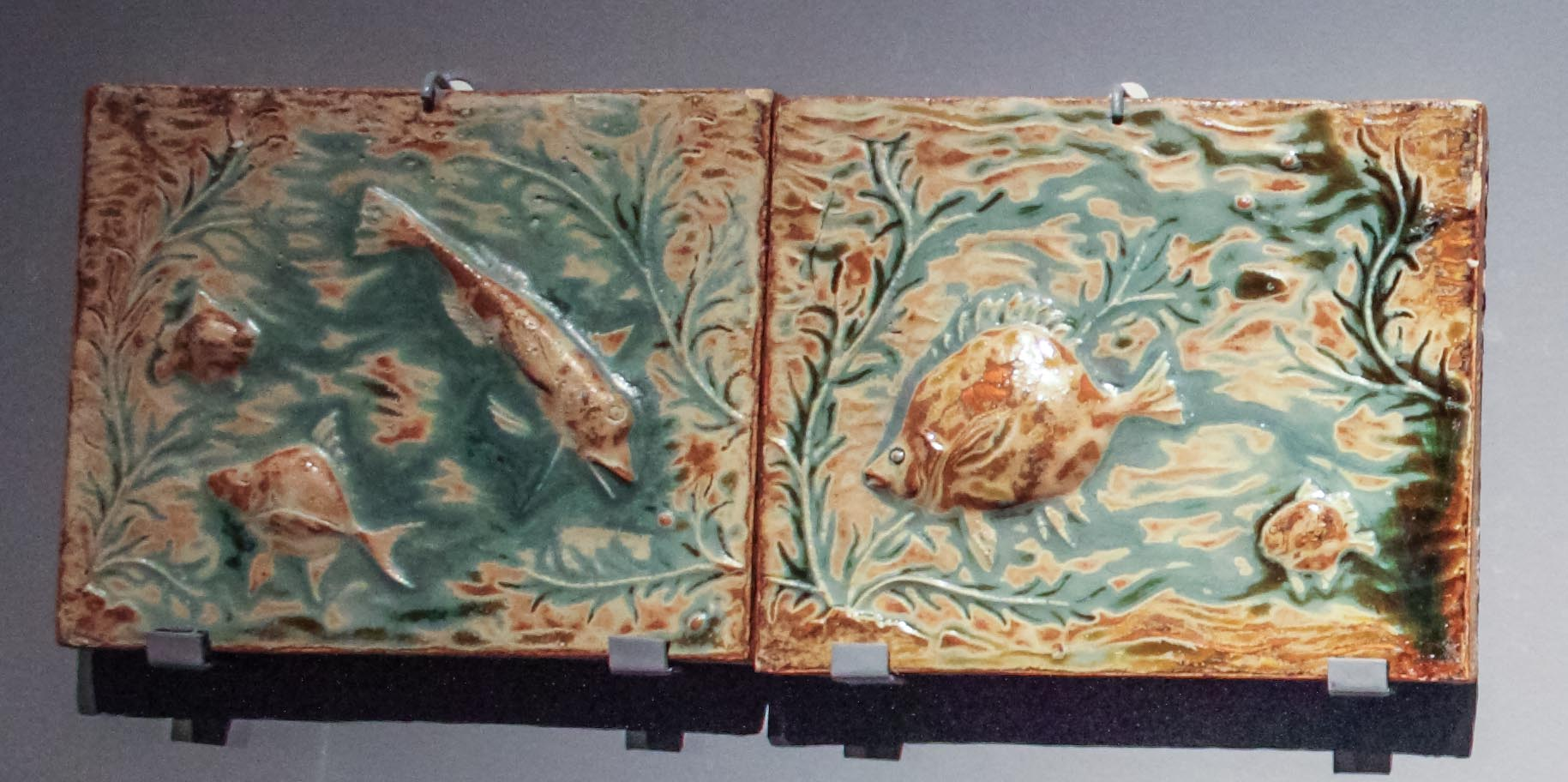
Keramikfliesen mit Fischen, 1900

Nicolet, der Sohn eines Schweizer Geistlichen aus Le Landeron, besuchte das Athénée in Lüttich und danach die Académie des Beaux-Arts in Lüttich. Von 1878 bis 1884 war er Schüler der Kunstakademie Düsseldorf. Dort waren Eduard Gebhardt, Julius Roeting, Carl Ernst Forberg und Wilhelm Sohn seine Lehrer. In den Jahren 1881 bis 1885 gehörte er dem Künstlerverein Malkasten an. 1887/1888 arbeitete er als Zeichner und Korrespondent der Illustrated London News in Marokko. Außerdem zeichnete Nicolet für verschiedene Zeitschriften des Verlagshauses Cassel & Cie. Eine Zeit lang lebte er in London. Dort war er Mitglied der Royal Society of Portrait Painters. Er nahm an zahlreichen Ausstellungen teil, unter anderem stellte er 1916 in New York City aus. 1878 ehrte ihn die belgische Regierung mit einer Medaille. Auf Pariser Weltausstellungen erhielt er 1889 eine Bronze- und 1900 eine Silbermedaille. Für den Baukeramiker Alexandre Bigot (1862–1927) entwarf er 1900 Keramikfliesen. Stilistisch war er vom französischen Impressionismus geprägt.